# Min Jin Lee
Min Jin Lee, född 1968, är en koreansk-amerikansk författare. Hon föddes i Seoul i Sydkorea men flyttade med sin familj till USA 1976, där hon växte upp i New York-stadsdelen Elmhurst i Queens. Hennes berättelser behandlar teman som ras, klass, diaspora, religion och kärlek. Hennes roman Pachinko (2017) har blivit flerfaldigt belönad.